# Italia Viva
Italia Viva (kurz IV; übersetzt „Lebendiges Italien“) ist eine italienische Partei der politischen Mitte, die im September 2019 von Matteo Renzi gegründet wurde.

## Geschichte
Nachdem es im August 2019 zu einem Bruch in der Koalition aus Movimento 5 Stelle (M5S; „Fünf-Sterne-Bewegung“) und Lega Nord (Kabinett Conte I) gekommen war, sprachen sich mehrere führende Politiker der Partito Democratico für eine neue Koalition mit dem M5S aus. Und der ehemalige Ministerpräsident Italiens Matteo Renzi befürwortete die Fortführung einer Regierung unter Führung des Ministerpräsidenten Giuseppe Conte.
Wenige Tage nach der Bildung der Regierung Kabinett Conte II verließ Renzi die PD und gründete mit Italia Viva eine eigene Partei. Als Grund führte er die aus seiner Sicht fehlende Vision der PD an.
Der Partei traten nach ihrer Gründung mehrere führende PD-Politiker wie Maria Elena Boschi und Roberto Giachetti bei. Mit Donatella Conzatti trat auch eine Senatorin von Forza Italia zu Italia Viva über. Damit gehörten der Partei wenige Tage nach ihrer Gründung 25 Mitglieder der Abgeordnetenkammer (aktuell sind es 26) und 15 Senatoren an. Auch zwei Minister der Regierung Conte II, Teresa Bellanova und Elena Bonetti, schlossen sich Renzis Partei an.
Renzi kündigte an, Contes Regierung weiter zu unterstützen und ein umfassendes politisches Programm für seine Partei innerhalb eines Monats vorzustellen.
Recherchen ergaben, dass Renzis Schritt nicht unvorbereitet kam. Internetadressen mit dem Namen der neuen Partei wurden bereits Anfang August 2019 und damit vor der Bildung des Kabinetts Conte II in Auftrag gegeben und erworben.
Am 20. Oktober 2019 trat mit Nicola Danti, der bis dahin der Partito Democratico angehört hatte, ein Mitglied des Europäischen Parlaments zu Italia Viva über und verhalf der Partei so zu ihrem ersten Sitz in der Versammlung. Er sitzt seit Februar 2020 in der liberalen Fraktion Renew Europe. Weiterhin ist die Partei durch Sandro Gozi im Europäischen Parlament vertreten. Er ist seit 4. Februar 2020 Mitglied des Parlaments und wurde in Frankreich auf der Liste der La République en Marche gewählt.
Am 13. Januar 2021 verließ Italia Viva die Regierungskoalition, was dazu führte, dass Ministerpräsident Giuseppe Conte am 26. Januar 2021 sein Amt niederlegte.
Bei der Parlamentswahl 2022 trat IV gemeinsam mit Azione an und erreichte 9 Mandate in der Abgeordnetenkammer und 6 im Senat. Bei der Europawahl 2024 trat IV mit +Europa an, verpasste aber den Wiedereinzug ins Parlament. Allein Sandro Gozi wurde erneut in Frankreich ins Europäische Parlament gewählt.

## Logo der Partei
Anfang Oktober 2019 rief Renzi dazu auf, das Symbol für die Partei mithilfe einer Onlineabstimmung zu entscheiden.
Am 19. Oktober präsentierte Renzi während der Leopolda-Jahrestagung in Florenz das offizielle Logo der Partei. Es handelte sich um den zweiten der insgesamt drei Entwürfe, welcher von den Anhängern der Partei in einer Online-Abstimmung ausgewählt werden konnte. Das erfolgreiche Logo wird durch eine stilisierte Möwe gekennzeichnet, welche über den Worten ITALIA VIVA fliegt. Die zentralen Farben des Logos sind fuchsia, orange, blau und gelb.

## Rezeption
Als Vorbild für die Gründung von Italia Viva gilt La République en Marche, die Partei des französischen Präsidenten Emmanuel Macron.
Matteo Renzis Gründung einer neuen Partei wurde von verschiedenen Politikern Italiens entschieden abgelehnt und kritisiert. Der PD-Vorsitzende Nicola Zingaretti bezeichnete diese als „Fehler“; Dario Franceschini, der wie Renzi dem zur Mitte tendierenden Flügel der PD angehört, aber in der Partei verblieb, als „großes Problem“. Auch Beppe Grillo vom Koalitionspartner M5S verurteilte die Aktion als „Narzissmus Renzis“, während sich der parteilose Ministerpräsident Giuseppe Conte überrascht und skeptisch äußerte.